# Edith Øberg
Edith Justine Øberg, född 5 oktober 1895 i Lysekil, död 21 september 1968 i Oslo, var en norsk författare och sångtextförfattare. 
Øberg föddes i Lysekil i Sverige men flyttade med sina föräldrar till Norge och växte upp i Rodeløkka i Oslo. Hon debuterade med Pr. korrespondance 1916 men rönte större uppmärksamhet först med sin tredje roman Boblen från 1921.
Øberg använde sig även av pseudonymen Lita. Som sångtextförfattare har hon skrivit texten till En stille flørt, med musik av Jules Sylvain.
Hon gifte sig 1938 med författaren Hans Christian Lyche.